# Новый Карамас
Новый Карамас (мар. Усола Корамас) — деревня в Волжском районе Республики Марий Эл. Входит в состав Карамасского сельского поселения.

## География
Находится в южной части республики Марий Эл на расстоянии приблизительно 49 км по прямой на северо-восток от районного центра города Волжск.

## История
Известна с 1795 года как выселок с 20 дворами. В 1839 г. в выселке Новый Карамас находились 42 двора, насчитывалось 142 жителя мужского пола. В 1867 году здесь (в околотке Новый Карамас) было 67 дворов и 410 жителей, в 1887 536 человек (515 мари и 21 русский). В 1919 году в деревне проживали 853 жителя (146 дворов). В советское время работали колхозы «Элнет» и «Москва».

## Население
Население составляло 329 человека (мари 94 %) в 2002 году, 265 в 2010.